# Kanty
Kanty (do 2010 Kęty, niem. Groß Kanten) – osada w Polsce położona w województwie warmińsko-mazurskim, w powiecie ostródzkim, w gminie Małdyty nad jeziorem Kęckim. Miejscowość wchodzi w skład sołectwa Klonowy Dwór.
W latach 1975–1998 miejscowość administracyjnie należała do województwa olsztyńskiego.
Wieś wzmiankowana w dokumentach z roku 1316 i 1340, jako wieś pruska na 26 włókach. Pierwotna nazwa Sukin – Kanthen najprawdopodobniej wywodzi się języka pruskiego (w litewskim „sukis” oznacza rybę). W roku 1782 we wsi odnotowano 12 domów (dymów), natomiast w 1858 w pięciu gospodarstwach domowych było 56 mieszkańców. W latach 1937–1939 było 91 mieszkańców. W roku 1973 jako majątek Kęty należały do powiatu morąskiego, gmina Małdyty, poczta Janiki Wielkie.
Mocą rozporządzenia ministra spraw wewnętrznych i administracji z 16 grudnia 2009 roku wcześniejsza nazwa miejscowości Kęty została zmieniona na Kanty.